# Non possiamo tornare a casa
Non possiamo tornare a casa (We Can't Go Home Again) è un film sperimentale diretto da Nicholas Ray. La prima versione risale al 1972 mentre quella più conosciuta è del 1976.